# Марфієвич Микола Іванович
Мико́ла Іва́нович Марфіє́вич (20 березня 1898, Іспас — 2 вересня 1967, Київ) — український письменник (поет, прозаїк, драматург).

## Життєпис
Микола Марфієвич у селі Іспас, тепер Вижницького району Чернівецької області. Родина була бідна, крім нього було ще п'ятеро дітей.
Після закінчення учительської семінарії в Чернівцях учителював у рідному селі. Під час Першої світової війни воював на італійському фронті в складі австро-угорської армії. Повернувшись 1918 року на Буковину, далі вчителював, долучився до громадського життя краю.
У творах Марфієвич розповідав про побачене на війні. Популярною стала його «Похідна пісня», написана на мотив «Марсельєзи», з якою 3 листопада 1918 року пройшли вулицями Чернівців учасники Буковинського віча. Згодом у рідному селі письменник організував відзначення ювілею Тараса Шевченка, але за свою промову зазнав переслідувань з боку румунської влади. Також у цей час Марфієівич відмовляється викладати у школі румунською мовою, відкрито говорить про національне гноблення у новій Румунії.
Пізніше Марфієвич долучився до співпраці із журналом «Промінь», що став виходити 1922 року. У цьому журналі Марфієвич умістив уривок власної поеми «Галата» про повстання у листопаді 1919 року вояків стрілецького полку румунської армії. У цей час у Чернівцях виходять поезії, написані Марфієвичем у 1922—24: збірки поезій «Між верхами», «Квіти». Твори друкувались у газетах «Воля народу», «Громада» та «Каменярі» під псевдонімом Остап Разсолода.

### Втеча до СРСР
1923 року поета заарештувала румунська таємна поліція — за політичну діяльність. На початку наступного року він утік в більшовицьку Україну, поселився в Києві. Там емігрант з Румунії учителював, навчався в аспірантурі Інституту мовознавства АН УРСР, разом зі своїм земляком Дмитром Загулом працював у спілці революційних письменників «Західна Україна». Видав поеми «Микола Шугай» (1927), «Галата», «Повстанці», п'єсу «Збудуємо Дніпрельстан» (1928), повісті «Проти бояр» (1929), «Крутіж», збірку поезій «Буковині» (1930). Однак на цьому його літературна діяльність фактично припинилася. Він чудом уникає арешту, працює скромним вчителем української мови у Києві (можливо спрівпрацює з НКВД).
Під час Німецько-радянської війни був старшим перекладачем штабу Першої повітряної армії. Після війни колишній аспірант-германіст захистив кандидатську дисертацію, працював доцентом у вищих навчальних закладах Києва, а в останні роки життя — на кафедрі німецької мови Чернівецького університету.
Помер письменник 2 вересня 1967 року в Києві.
Після смерті Марфієвича побачили світ його збірки: 1968 року в ужгородському видавництві «Карпати» — «Черемоше, братку мій», 2006 року під такою ж назвою книга вибраної поезії у вижницькому видавництві «Німчич», 1974 року — «Добридень, оновлений краю» у видавництві «Радянський письменник» у Києві.
Постановою Кабінету Міністрів України № 1474 від 21 вересня 1998 року ім'я Миколи Івановича Марфієвича присвоєно школі села Іспас Вижницького району.